# The Edge of Infinity
The Edge of Infinity è il terzo album della symphonic metal band svizzera Lunatica, pubblicato nel 28 agosto 2006.
Sebbene inizialmente volesse includere una cover nell'album, la band ha deciso di non includere alcuna cover, avendo abbastanza materiale originale per l'album.

## Tracce
1. Introduction – 1:56
2. The Edge Of Infinity – 4:08
3. Sons Of The Wind – 5:25
4. Who You Are – 3:41
5. Out! – 3:42
6. Song For You (feat. John Payne) – 4:09
7. Together – 4:02
8. The Power Of Love – 5:17
9. Words Unleashed – 4:15
10. EmOcean – 8:52
11. EmOcean (feat. Oliver Hartmann) (Bonus track) – 8:50

## Video
Un video della canzone Song For You è stato distribuito all'inizio del 2007 sul sito ufficiale della band.